# Bjørn Helge Riise
Bjørn Helge Semundseth Riise, född 21 juni 1983 i Ålesund, är en norsk före detta fotbollsspelare. Han spelade huvudsakligen som central mittfältare eller höger yttermittfältare. Han är bror till John Arne Riise.